# Pseudoperiboeum
Pseudoperiboeum is een kevergeslacht uit de familie van de boktorren (Cerambycidae). De wetenschappelijke naam van het geslacht werd voor het eerst geldig gepubliceerd in 1935 door Linsley.

## Soorten
Pseudoperiboeum omvat de volgende soorten:
- Pseudoperiboeum lengi (Schaeffer, 1909)
- Pseudoperiboeum subarmatum Linsley, 1935